# ريجنالد لويس
ريجنالد لويس (بالإنجليزية: Reginald Lewis)‏ هو خبير مالي وشخصية أعمال ومحامي أمريكي، ولد في 7 ديسمبر 1942 في بالتيمور في الولايات المتحدة، وتوفي في 19 يناير 1993 في نيويورك في الولايات المتحدة.